# Endopachys
Genre
Endopachys est un genre de coraux durs de la famille des Dendrophylliidae.

## Taxonomie
Pour le WoRMS, les auteurs du taxon Endopachys sont Henri Milne-Edwards et Jules Haime (en 1848), dès lors que pour d'autres sources il s'agirait de William Lonsdale (en 1845).

## Liste d'espèces
Selon World Register of Marine Species (24 janvier 2019) :
- Endopachys alatum Lonsdale, 1845 †
- Endopachys bulbosa Cairns & Zibrowius, 1997
- Endopachys grayi Milne Edwards & Haime, 1848

Auxquelles Paleobiology Database (24 janvier 2019) ajoute :
- Endopachys claibornensis
- Endopachys grayi
- Endopachys lonsdalei
- Endopachys maclurii
- Endopachys minutum
- Endopachys tampae